# Miřenka Čechová
Miřenka Čechová (* 16. března 1982 Aš) je česká představitelka tanečního a fyzického divadla, režisérka, spisovatelka a pedagožka. Je spoluzakladatelkou divadelní skupiny Tantehorse (společně s českým mimem Radimem Vizvárym) a také spoluzakladatelkou umělecké skupiny Spitfire Company (společně s Petrem Boháčem). Je autorkou dvou knih - Miss AmeriKa (2018) a Baletky (2020). Podle knihy Miss AmeriKa také zinscenovala stejnojmenné představení v Divadle Ponec.

## Život
Miřenka Čechová absolvovala Taneční konzervatoř v Praze (obor klasický balet), DAMU (obor Alternativní divadlo, MgA.) a HAMU (obor Nonverbální divadlo, Ph.D.). Čechová také získala Fulbrightovo stipendium a působila na American University ve Washingtonu, D.C., kde vyučovala fyzické divadlo. Autorka žije střídavě v Praze a v New Yorku.

## Dílo
Kniha Miss AmeriKa (2018) představuje její knižní debut. Na oficiálních stránkách nakladatelství by-wo-men se lze dočíst, že kniha představuje „fiktivní literárně-fotograficko-komiksový dokument...o Mckenzie Tomski, která se zamilovala do města New York, ve kterém je cizinkou.“ Podle knihy bylo také zinscenováno divadelní představení v Divadle Ponec, kde Miřenka Čechová společně s Martinem Tvrdým „předvádí syrový obraz života na Manhattanu skrze koláž hudby, textu, rapu, slamu, stand upu, performance, fotografií Vojtěcha Brtnického a komiksu malajského kreslíře Chin Yewa.“ V roce 2019 byla autorka nominována na Cenu Thálie.
V roce 2020 Miřence Čechové vyšla kniha Baletky. Na webu Nakladatelství Paseka se uvádí, že kniha „Baletky vychází z vlastních zkušeností a deníkových zápisků. Její próza je sebeironickým, syrovým a nelítostným obrazem studií na taneční konzervatoři a pražského života v divokých devadesátých letech.“
Miřenka Čechová zinscenovala více než 25 tanečně-divadelních produkcí ve Washingtonu DC, New Yorku a Praze. V Divadle Drak zinscenovala společně s Dominikou Špalkovou představení Zeď aneb, jak jsem vyrůstal za železnou oponou, podle knižní předlohy Zeď od Petra Síse. Představení mělo premiéru 21. září 2019.
Za svou práci obdržela mnoho mezinárodních cen, například The Best of Contemporary Dance od Washington Post (2012) a The Best of Overseas Production v Jihoafrické republice (2013). V roce 2016 mluvila na TEDxPrague Women jako Mckenzie Tomski, její umělecké alterego. Miřenka Čechová také sloužila jako programová ředitelka Českého centra v New Yorku.